# Швейцарский идиотикон

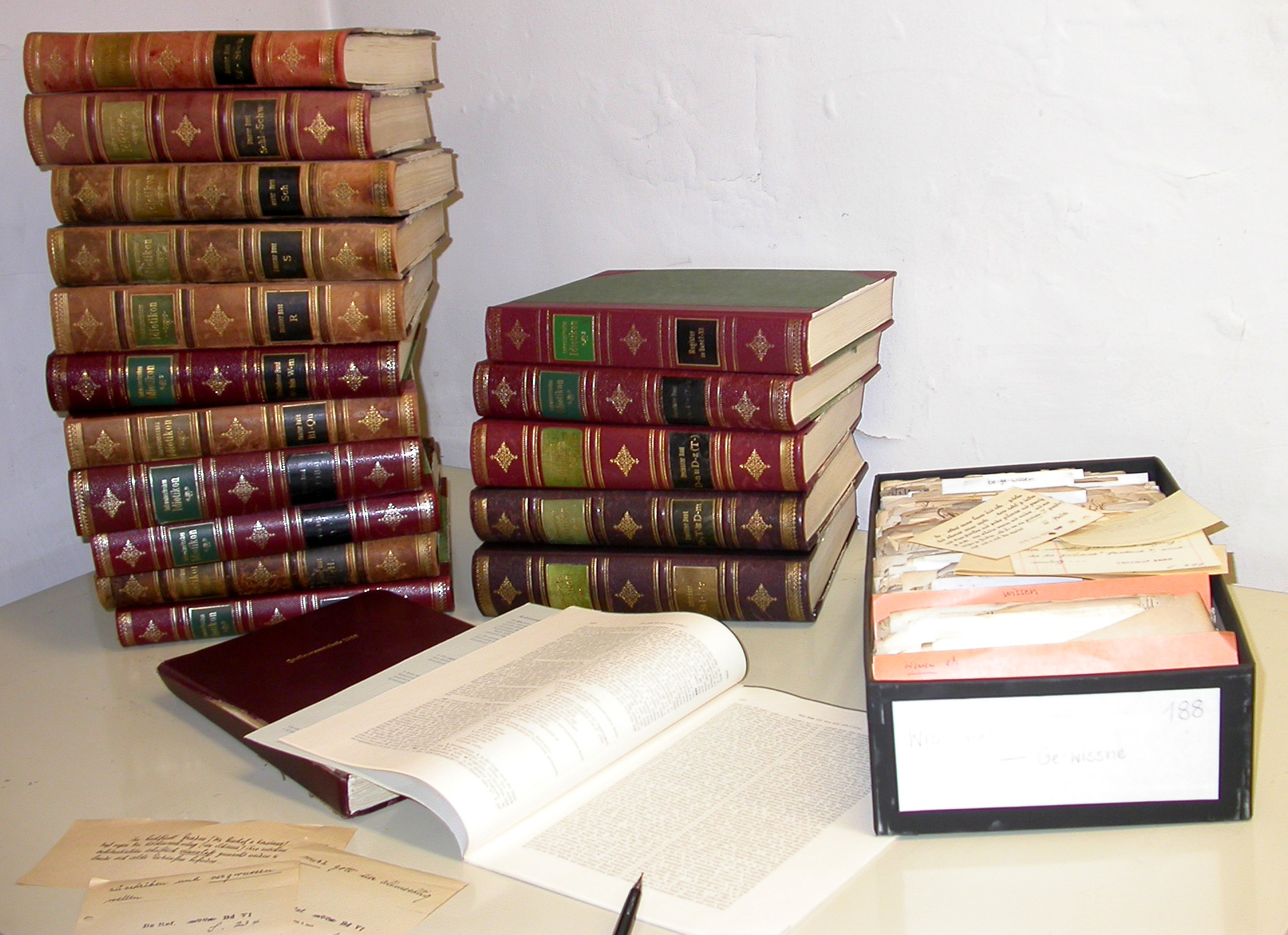
Швейцарский идиотикон

Швейцарский идиотикон (нем. Schweizerisches Idiotikon) — диалектологический словарь, созданный для описания лексики швейцарского диалекта. Идиотикон охватывает всю лексику диалекта с XIII века до современности, географически — всю немецкоязычную Швейцарию, частично вальзерский север Италии. Исключение составляет Баварский язык Замнауна, которые рассматриваются в Словаре баварских диалектов Австрии.

## История
Создание словаря инициировано Антикварным сообществом в Цюрихе в 1862 году. Первым шеф-редактором стал диалектолог Фридрих Штауб. Планировалось подготовить лишь четыре тома. Первый выпуск состоялся в 1881 году. Новый шеф-редактор Альберт Бахман, пришедший в 1896 году, наметил новую лексикографическую базу, из-за которой следующие тома стали существенно отличаться от предыдущих четырёх по объёму материала и его глубине, что позволило Швейцарскому словарю встать вровень с немецким и австрийским словарями собственных вариантов, Словарём нидерландского языка, английским оксфордским и шведским академическим словарями. Состав источников для идиотикона представляет собой крупный архив, в котором собрано 1,5 миллиона листов — выписок из документов и литературы Средневековья, а также журнальные статьи и личная переписка Нового времени.
Современный идиотикон является одним из четырёх национальных швейцарских словарей наряду с Глоссарием Романдии, Словарём диалектов итальянской Швейцарии и Романшским словарём. Над ним работает шесть редакторов. Финансирование производится из бюджета Швейцарской академии наук и бюджетов немецкоязычных кантонов.

## Состав идиотикона
С 1881 года по настоящее время было издано 16 томов, а 17-й том постоянно появляется в виде брошюр. Актуальные издания, которые уже вышли в печатном виде, доступны в электронном виде на сайте идиотикона. Состав томов см. ниже.
| Том     | Буквенные указатели   | Год издания      |
| Band 1  | A, E, I, O, U, F/V    | 1881             |
| Band 2  | G, H                  | 1885             |
| Band 3  | J, K/Ch, L            | 1895             |
| Band 4  | M, N, Bu/Pu           | 1901             |
| Band 5  | Bl/Pl – Qu            | 1905             |
| Band 6  | R                     | 1906             |
| Band 7  | S                     | 1913             |
| Band 8  | Sch                   | 1920             |
| Band 9  | Schl - Schw           | 1929             |
| Band 10 | Sf – St-ck            | 1939             |
| Band 11 | St-l – Str            | 1952             |
| Band 12 | D/T – D-m             | 1961             |
| Band 13 | D-n/T-n – D-z/T-z     | 1973             |
| Band 14 | Dch/Tch – Dw-rg/Tw-rg | 1987             |
| Band 15 | W – W-m               | 1999             |
| Band 16 | W-n – W-z             | 2012             |
| Band 17 | —                     | По внешнему виду |